# André Negrão
André Negrão (ur. 17 czerwca 1992 roku w São Paulo) – brazylijski kierowca wyścigowy.

## Życiorys

### Formuła Renault 2.0
Andre po zakończeniu kariery kartingowej w 2008 roku, w drugiej połowie sezonu zadebiutował w serii wyścigów samochodów jednomiejscowych – zachodnioeuropejskich pucharze Formuły Renault. Wystąpiwszy w czterech wyścigach, Brazylijczyk w żadnym jednak nie zdobył punktów. Pod koniec roku Negrao wziął udział w zimowej edycji Portugalskiej Formuły Renault. Biorąc udział w czterech wyścigach, po punkty sięgnął w dwóch startach, na hiszpańskim torze w Jerez, gdzie uplasował się odpowiednio na piątej i drugiej pozycji. W klasyfikacji generalnej znalazł się na wysokim 3. miejscu.
W sezonie 2009 Andre wystartował w dwóch rundach włoskiej oraz szwajcarskiej edycji Formuły Renault, a także wziął udział w trzech wyścigach Południowoeuropejskiej Formuły 3. W obu seriach spod znaku francuskiego koncernu rywalizację ukończył na 15. pozycji, natomiast w cyklu F3 był dwunasty.
Na początku 2010 roku Negrao zajął 2. miejsce w debiutującym pucharze, o nazwie Brazil F3 Open. W dalszej fazie sezonu brał udział w Europejskiej Formule Renault. Andre sześciokrotnie sięgał po punkty, a w jednym ze startów (w sobotnich zmaganiach na francuskim torze Magny-Cours) stanął na najniższym stopniu podium, dodatkowo ustanawiając najszybszy czas okrążenia. Negrao sięgnął także po pole position w pierwszej sesji kwalifikacyjnej, na hiszpańskim torze w Alcanaz (wyścigu jednak nie ukończył). W klasyfikacji generalnej Brazylijczyk uplasował się na 13. miejscu. Oprócz regularnych startów, Andre zaliczył także pojedynczy udział w brytyjskiej oraz północnoeuropejskiej edycji tej kategorii, jak również wystartował w dwóch eliminacjach Formuły Abarth. We wszystkich zdobywał punkty, a w Formule Renault NEC 2.0 i Abarth nawet stanął na podium (w tej drugiej zwyciężył także na torze Spa-Francorchamps, jednak runda ta nie był liczona do klasyfikacji). W końcowej klasyfikacji Brazylijczyk znalazł się odpowiednio na 32., 23. i 14. pozycji.

### Formuła Renault 3.5
W sezonie 2011 Negrao podpisał kontrakt z włoską stajnią International DracoRacing, na udział w Formule Renault 3.5. Wziąwszy udział w piętnastu wyścigach, Brazylijczyk pięciokrotnie sięgał po punkty. Najlepiej zaprezentował się podczas sobotniego wyścigu na Nürburgringu oraz niedzielnego startu na francuskim obiekcie imienia Paula Ricarda, podczas których dojechał na szóstej lokacie. Zdobyte punkty sklasyfikowały go na 20. miejscu.
Na sezon 2012 Negrao przedłużył kontakt z zespołem International DracoRacing. Największym jego osiągnięciem jest najniższy stopień podium wywalczony podczas niedzielnego wyścigu na torze Nürburgring. Dorobek 36 punktów dał mu 11. miejsce w klasyfikacji generalnej.
W sezonie 2013 Andre pozostał w portugalskiej ekipie International DracoRacing. W ciągu 17 wyścigów raz, podczas sobotniego wyścigu na Circuit Paul Ricard, stawał na podium. Z dorobkiem 51 punktów ukończył sezon na 10. miejscu w klasyfikacji kierowców.
W roku 2015 samotnie reprezentował ekipę International Draco Racing w dwóch ostatnich rundach sezonu (Bruno Bonifacio i Pietro Fantin odeszli w związku z problemami finansowymi teamu). W ciągu czterech wyścigów raz zapunktował, zajmując ósmą lokatę w pierwszym wyścigu na hiszpańskim torze Jerez de la Frontera. Cztery punkty sklasyfikowały go na 21. pozycji. 

### Seria GP2
Na sezon 2014 Brazylijczyk podpisał kontrakt z brytyjską ekipą Arden International. Wystartował łącznie w dwudziestu wyścigach, spośród których w sześciu zdobywał punkty. Piąte miejsca w obu wyścigach włoskiej rundy były jego najlepszymi wynikami w sezonie. Uzbierał łącznie 31 punktów, które zapewniły mu dwunaste miejsce w końcowej klasyfikacji kierowców.
W roku 2015 Andre kontynuował współpracę z angielskim teamem. Odnotował jednak regres formy, choć pierwsza runda sezonu na torze Sakhir zakończyła się dla niego dojechaniem do mety odpowiednio na dziewiątej i ósmej lokacie. Na kolejne punkty czekał do ostatniego wyścigu w kalendarzu, na torze w Abu Zabi, gdzie ponownie był dziewiąty. Warto odnotować, iż we wszystkich wyścigach dojechał do mety. Dorobek pięciu punktów pozwolił mu uplasować się na 20. miejscu w końcowej klasyfikacji.

## Wyniki

### GP2
| Legenda oznaczeń w tabelach wyników Wyświetl szablon na nowej stronie | Legenda oznaczeń w tabelach wyników Wyświetl szablon na nowej stronie                                                                     |
| Oznaczenie                                                            | Wyjaśnienie |
| --------------------------------------------------------------------- | --- |
| Złoty                                                                 | Zwycięzca lub mistrzostwo |
| Srebrny                                                               | 2. miejsce lub wicemistrzostwo |
| Brązowy                                                               | 3. miejsce lub II wicemistrzostwo |
| Zielony                                                               | Ukończył, punktował (w klasyfikacji generalnej, gdy zdobył co najmniej jeden punkt na przestrzeni sezonu, poza trzema powyższymi opcjami) |
| Niebieski                                                             | Ukończył, nie punktował (w klasyfikacji generalnej, gdy nie zdobył co najmniej jednego punktu na przestrzeni sezonu)                      |
| Czerwony                                                              | Nie zakwalifikował się (NZ) |
| Czerwony                                                              | Nie prekwalifikował się (NPK) |
| Różowy                                                                | Nie ukończył (NU) |
| Różowy                                                                | Niesklasyfikowany (NS) (w klasyfikacji generalnej, gdy nie został sklasyfikowany w żadnym wyścigu sezonu)                                 |
| Czarny                                                                | Zdyskwalifikowany (DK) |
| Czarny                                                                | Wykluczony (WYK/EX) |
| Biały                                                                 | Nie wystartował (NW) |
| Biały                                                                 | Kontuzjowany (K/INJ) |
| Biały                                                                 | Wyścig odwołany (OD/C) |
| Bez koloru                                                            | Został wycofany (WYC/WD) |
| Bez koloru                                                            | Nie przybył (NP/DNA) |
| Bez koloru                                                            | Nie brał udziału w treningach (NT/DNP) |
| Bez koloru                                                            | Nie został zgłoszony (–) |
| Pogrubienie                                                           | Start z pole position |
| Kursywa                                                               | Najszybsze okrążenie wyścigu |
| †                                                                     | Nie ukończył, ale jego rezultat został zaliczony ze względu na przejechanie więcej niż 90% dystansu wyścigu.                              |
| *                                                                     | Sezon w trakcie |
| 1/2/3                                                                 | Punktowana pozycja w sprincie kwalifikacyjnym                                                                                             |
| Lista systemów punktacji Formuły 1                                    | |

| Rok  | Zespół              | Wyniki w poszczególnych eliminacjach | Wyniki w poszczególnych eliminacjach | Wyniki w poszczególnych eliminacjach | Wyniki w poszczególnych eliminacjach | Wyniki w poszczególnych eliminacjach | Wyniki w poszczególnych eliminacjach | Wyniki w poszczególnych eliminacjach | Wyniki w poszczególnych eliminacjach | Wyniki w poszczególnych eliminacjach | Wyniki w poszczególnych eliminacjach | Wyniki w poszczególnych eliminacjach | Wyniki w poszczególnych eliminacjach | Wyniki w poszczególnych eliminacjach | Wyniki w poszczególnych eliminacjach | Wyniki w poszczególnych eliminacjach | Wyniki w poszczególnych eliminacjach | Wyniki w poszczególnych eliminacjach | Wyniki w poszczególnych eliminacjach | Wyniki w poszczególnych eliminacjach | Wyniki w poszczególnych eliminacjach | Wyniki w poszczególnych eliminacjach | Wyniki w poszczególnych eliminacjach | Punkty | Pozycja |
| ---- | ------------------- | ------------------------------------ | ------------------------------------ | ------------------------------------ | ------------------------------------ | ------------------------------------ | ------------------------------------ | ------------------------------------ | ------------------------------------ | ------------------------------------ | ------------------------------------ | ------------------------------------ | ------------------------------------ | ------------------------------------ | ------------------------------------ | ------------------------------------ | ------------------------------------ | ------------------------------------ | ------------------------------------ | ------------------------------------ | ------------------------------------ | ------------------------------------ | ------------------------------------ | ------ | ------- |
| 2014 | Arden International | BHR                                  | BHR                                  | ESP                                  | ESP                                  | MON                                  | MON                                  | AUT                                  | AUT                                  | GBR                                  | GBR                                  | DEU                                  | DEU                                  | HUN                                  | HUN                                  | BEL                                  | BEL                                  | ITA                                  | ITA                                  | RUS                                  | RUS                                  | ARE                                  | ARE                                  | 31     | 12      |
| 2014 | Arden International | 20                                   | 18                                   | -                                    | -                                    | NU                                   | 15                                   | 16                                   | 14                                   | 20                                   | 16                                   | 18                                   | 21                                   | 15                                   | NU                                   | 9                                    | 8                                    | 5                                    | 5                                    | 6                                    | 6                                    | NU                                   | 24                                   | 31     | 12      |
| 2015 | Arden International | BHR                                  | BHR                                  | ESP                                  | ESP                                  | MON                                  | MON                                  | AUT                                  | AUT                                  | GBR                                  | GBR                                  | HUN                                  | HUN                                  | BEL                                  | BEL                                  | ITA                                  | ITA                                  | RUS                                  | RUS                                  | BHR                                  | BHR                                  | ARE                                  |                                      | 5      | 20      |
| 2015 | Arden International | 9                                    | 8                                    | 23                                   | 21                                   | 21                                   | 17                                   | 16                                   | 21                                   | 20                                   | 15                                   | 20                                   | 21                                   | 16                                   | 14                                   | 14                                   | 18                                   | 15                                   | 11                                   | 17                                   | 20                                   | 9                                    |                                      | 5      | 20      |

### Formuła Renault 3.5
| Legenda oznaczeń w tabelach wyników Wyświetl szablon na nowej stronie | Legenda oznaczeń w tabelach wyników Wyświetl szablon na nowej stronie                                                                     |
| Oznaczenie                                                            | Wyjaśnienie |
| --------------------------------------------------------------------- | --- |
| Złoty                                                                 | Zwycięzca lub mistrzostwo |
| Srebrny                                                               | 2. miejsce lub wicemistrzostwo |
| Brązowy                                                               | 3. miejsce lub II wicemistrzostwo |
| Zielony                                                               | Ukończył, punktował (w klasyfikacji generalnej, gdy zdobył co najmniej jeden punkt na przestrzeni sezonu, poza trzema powyższymi opcjami) |
| Niebieski                                                             | Ukończył, nie punktował (w klasyfikacji generalnej, gdy nie zdobył co najmniej jednego punktu na przestrzeni sezonu)                      |
| Czerwony                                                              | Nie zakwalifikował się (NZ) |
| Czerwony                                                              | Nie prekwalifikował się (NPK) |
| Różowy                                                                | Nie ukończył (NU) |
| Różowy                                                                | Niesklasyfikowany (NS) (w klasyfikacji generalnej, gdy nie został sklasyfikowany w żadnym wyścigu sezonu)                                 |
| Czarny                                                                | Zdyskwalifikowany (DK) |
| Czarny                                                                | Wykluczony (WYK/EX) |
| Biały                                                                 | Nie wystartował (NW) |
| Biały                                                                 | Kontuzjowany (K/INJ) |
| Biały                                                                 | Wyścig odwołany (OD/C) |
| Bez koloru                                                            | Został wycofany (WYC/WD) |
| Bez koloru                                                            | Nie przybył (NP/DNA) |
| Bez koloru                                                            | Nie brał udziału w treningach (NT/DNP) |
| Bez koloru                                                            | Nie został zgłoszony (–) |
| Pogrubienie                                                           | Start z pole position |
| Kursywa                                                               | Najszybsze okrążenie wyścigu |
| †                                                                     | Nie ukończył, ale jego rezultat został zaliczony ze względu na przejechanie więcej niż 90% dystansu wyścigu.                              |
| *                                                                     | Sezon w trakcie |
| 1/2/3                                                                 | Punktowana pozycja w sprincie kwalifikacyjnym                                                                                             |
| Lista systemów punktacji Formuły 1                                    | |

| Rok  | Zespół                    | Wyniki w poszczególnych eliminacjach | Wyniki w poszczególnych eliminacjach | Wyniki w poszczególnych eliminacjach | Wyniki w poszczególnych eliminacjach | Wyniki w poszczególnych eliminacjach | Wyniki w poszczególnych eliminacjach | Wyniki w poszczególnych eliminacjach | Wyniki w poszczególnych eliminacjach | Wyniki w poszczególnych eliminacjach | Wyniki w poszczególnych eliminacjach | Wyniki w poszczególnych eliminacjach | Wyniki w poszczególnych eliminacjach | Wyniki w poszczególnych eliminacjach | Wyniki w poszczególnych eliminacjach | Wyniki w poszczególnych eliminacjach | Wyniki w poszczególnych eliminacjach | Wyniki w poszczególnych eliminacjach | Punkty | Pozycja |
| ---- | ------------------------- | ------------------------------------ | ------------------------------------ | ------------------------------------ | ------------------------------------ | ------------------------------------ | ------------------------------------ | ------------------------------------ | ------------------------------------ | ------------------------------------ | ------------------------------------ | ------------------------------------ | ------------------------------------ | ------------------------------------ | ------------------------------------ | ------------------------------------ | ------------------------------------ | ------------------------------------ | ------ | ------- |
| 2011 | International DracoRacing | ARA                                  | ARA                                  | BEL                                  | BEL                                  | ITA                                  | ITA                                  | MON                                  | DEU                                  | DEU                                  | HUN                                  | HUN                                  | GBR                                  | GBR                                  | FRA                                  | FRA                                  | CAT                                  | CAT                                  | 20     | 20      |
| 2011 | International DracoRacing | 14                                   | 9                                    | NW                                   | 11                                   | 10                                   | 10                                   | NU                                   | 6                                    | 12                                   | 20                                   | NU                                   | NU                                   | 16                                   | 15                                   | 6                                    | -                                    | -                                    | 20     | 20      |
| 2012 | International DracoRacing | ARA                                  | ARA                                  | MON                                  | BEL                                  | BEL                                  | DEU                                  | DEU                                  | RUS                                  | RUS                                  | GBR                                  | GBR                                  | HUN                                  | HUN                                  | FRA                                  | FRA                                  | CAT                                  | CAT                                  | 36     | 15      |
| 2012 | International DracoRacing | 8                                    | 10                                   | NU                                   | 12                                   | 12                                   | 19                                   | 3                                    | 13                                   | 4                                    | NU                                   | 16                                   | 15                                   | NU                                   | NU                                   | 22                                   | 14                                   | 8                                    | 36     | 15      |
| 2013 | International DracoRacing | ITA                                  | ITA                                  | ARA                                  | ARA                                  | MON                                  | BEL                                  | BEL                                  | RUS                                  | RUS                                  | AUT                                  | AUT                                  | HUN                                  | HUN                                  | FRA                                  | FRA                                  | CAT                                  | CAT                                  | 51     | 10      |
| 2013 | International DracoRacing | 11                                   | 13                                   | NU                                   | 8                                    | 12                                   | 7                                    | NU                                   | 6                                    | 6                                    | 9                                    | 11                                   | 21                                   | 6                                    | 3                                    | 11                                   | NU                                   | NU                                   | 51     | 10      |
| 2015 | International DracoRacing | ARA                                  | ARA                                  | MON                                  | BEL                                  | BEL                                  | HUN                                  | HUN                                  | AUT                                  | AUT                                  | UK                                   | UK                                   | DEU                                  | DEU                                  | FRA                                  | FRA                                  | JER                                  | JER                                  | 4      | 21      |
| 2015 | International DracoRacing | -                                    | -                                    | -                                    | -                                    | -                                    | -                                    | -                                    | -                                    | -                                    | -                                    | -                                    | -                                    | -                                    | 12                                   | NU                                   | 8                                    | 12                                   | 4      | 21      |

### Podsumowanie
| Sezon | Seria                                          | Zespół                     | Wyścigi | Zwycięstwa | PP | No | Podium | Punkty | Poz. koń. |
| ----- | ---------------------------------------------- | -------------------------- | ------- | ---------- | -- | -- | ------ | ------ | --------- |
| 2008  | Zachodnioeuropejski Puchar Formuły Renault 2.0 | Epsilon Sport Team         | 3       | 0          | 0  | 0  | 0      | 0      | 51        |
| 2008  | Brytyjska Formuła Renault (zimowa edycja)      | Epsilon Sport Team         | 4       | 0          | 0  | 0  | 1      | 20     | 3         |
| 2009  | Włoska Formuła Renault                         | Cram Competition           | 4       | 0          | 0  | 0  | 0      | 66     | 15        |
| 2009  | Szwajcarska Formuła Renault                    | Cram Competition           | 4       | 0          | 0  | 0  | 0      | 36     | 15        |
| 2009  | Południowoamerykańska Formuła 3                | Kemba Racing               | 3       | 0          | 0  | 0  | 0      | 0      | 12        |
| 2010  | Brazil F3 Open                                 | Cesário Fórmula            | 1       | 0          | 0  | 1  | 0      | N/A    | 2         |
| 2010  | Europejska Formuła Renault                     | Cram Competition           | 16      | 0          | 1  | 0  | 1      | 25     | 13        |
| 2010  | Północnoeuropejski Puchar Formuły Renault 2.0  | Cram Competition           | 2       | 0          | 0  | 0  | 1      | 36     | 23        |
| 2010  | Formuła Abarth                                 | Cram Competition           | 4       | 0          | 0  | 0  | 1      | 23     | 14        |
| 2010  | Brytyjska Formuła Renault                      | Cram Competition           | 2       | 0          | 0  | 0  | 0      | 8      | 32        |
| 2010  | Brazil F3 Open                                 | International DracoRacing  | 15      | 0          | 0  | 1  | 0      | 22     | 20        |
| 2011  | Formuła Renault 3.5                            | International DracoRacing  | 14      | 0          | 0  | 0  | 0      | 20     | 20        |
| 2012  | Formuła Renault 3.5                            | International DracoRacing  | 17      | 0          | 0  | 0  | 1      | 36     | 15        |
| 2012  | Formuła 3 Brazil Open                          | Hitech Racing Brazil       | 1       | 0          | 0  | 0  | 1      | N/A    | 2         |
| 2013  | Formuła Renault 3.5                            | International DracoRacing  | 17      | 0          | 1  | 0  | 1      | 51     | 10        |
| 2014  | Seria GP2                                      | Arden International        | 20      | 0          | 0  | 0  | 0      | 31     | 12        |
| 2015  | Seria GP2                                      | Arden International        | 21      | 0          | 0  | 0  | 0      | 5      | 20        |
| 2015  | Formuła Renault 3.5                            | International Draco Racing | 4       | 0          | 0  | 0  | 0      | 4      | 21        |

† – Negrão nie był liczony do klasyfikacji.